# 総社 (七尾市)
総社（そうしゃ）、能登国総社（のとこくそうじゃ）は、石川県七尾市に位置する総社。
市指定有形文化財。

## 歴史
史跡能登国分寺跡から800m南東の丘陵先端部に位置し、総社の東には、七尾城の天然の堀の役目を果たす大谷川が流れている。能登国四十三座の神を祀る。
総社は、平安中期から後期にかけて国司が管内の宮社の神霊を国衙に近い地に勧請し、奉幣参拝の便をはかったことに起源する。社伝によれば、往古、大穴持命を奉祀したのに始まり、源順（みなもとしたごう）が能登守のとき再建して能登国中の式内四十三座の神を勧請したという。

## 市指定有形文化財

### 総社本殿 一棟
本殿は、一間社流造・柿葺の小規模な平入り社殿で拝殿と繋がった覆屋の中に納められている。寛永14年（1637）の建立で、延宝2年（1674）に南向きに建て替えたことが分かる棟札が残る。

### 総社三十六歌仙額 三十六面
額装で三十六面揃え。板地に紙本彩色で置き畳に坐る歌仙絵を貼る。制作年代：寛永15年（1638）

### 総社三番叟図学 二面
木製で白・黒色尉の二面対で額板に紙本極彩色図を貼る。願主、寄進とも寛永15年正月吉日水株勘衛門が総社本殿の新築を記念し、新年に奉納したものと考えられる。